# Đảo Maury

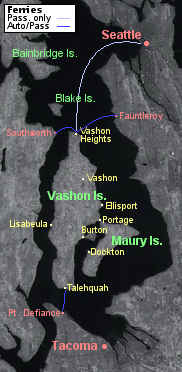
Bản đồ của Đảo Vashon–Maury và vùng phụ cận

Đảo Maury là một hòn đảo nối ở eo biển Puget thuộc bang Washington. Đảo này nối liền với đảo Vashon bằng một eo đất do giới chủ nhà địa phương xây dựng nên vào năm 1913. Hòn đảo này là vùng nông thôn với nhiều diện tích đất nông nghiệp, rừng và đường bờ biển tương đối chưa phát triển. Hiện tại, vấn đề môi trường trên đảo đang được giới chức trách giám sát chặt chẽ.
Đảo Maury được đặt tên vào năm 1841 trong Cuộc thám hiểm Wilkes nhằm vinh danh nhà thám hiểm kiêm sĩ quan hải quân Mỹ William Lewis Maury, mà trong suốt thời gian từ năm 1863 đến năm 1864 đã thay mặt Liên minh miền Nam đột kích tàu thuyền của Liên bang miền Bắc và được chôn cất tại Quận Caroline, Virginia. Đây còn là nơi xảy ra sự kiện đảo Maury mà giới nghiên cứu UFO coi là trường hợp nghi có chạm trán với UFO.
Hải đăng Point Robinson nằm trên điểm cực đông đảo Maury. Dockton từng là địa điểm của một bến tàu khô cũng như xưởng đóng hộp cá hồi.
Đảo Maury và Vashon là nơi đặt trụ sở của Hội đồng Cộng đồng Đảo Vashon-Maury. Vào thập niên 1940, Vashon có cả một phòng thương mại hoạt động giống như hội đồng cộng đồng hơn là một phòng ban truyền thống. Đến thập niên 1950, tiền thân của hội đồng cộng đồng ngày nay được tổ chức và tự gọi là "Hội đồng Công dân". Ngày nay, Hội đồng Cộng đồng có nhiệm vụ làm việc nhằm bảo tồn bản chất nông thôn của đảo Vashon và Maury.